# ニューポート (哨戒フリゲート)
ニューポート（USS Newport, PF-27）は、アメリカ海軍の哨戒フリゲート。タコマ級フリゲートの1隻。艦名はロードアイランド州ニューポートに因む。その名を持つ艦としては2隻目。

## 艦歴
ニューポートは1943年6月8日にウィスコンシン州スペリオルのウォルター・バトラー造船で起工した。1943年8月15日にニコラス・ブラウン夫人によって命名、進水、1944年9月8日にルイジアナ州ニューオーリンズで艦長G・L・ホールト沿岸警備隊少佐の指揮下就役した。
バミューダでの整調後、ニューポートはニューヨークを出航し船団護衛任務でグアンタナモ湾に向かい、1945年2月24日に母港のトンプキンズヴィルに帰還、7月9日まで大西洋沿岸で訓練および偵察巡航を行った。
パナマ運河およびワシントン州シアトルを経由して、ニューポートはアラスカ州コールド・ベイに9月9日に到着、同地で退役する。退役後はレンドリース法に基づきソ連海軍に貸与され、1949年11月14日に日本の横須賀でアメリカ海軍に返還された。
ニューポートは1950年7月27日に再就役し、朝鮮戦争では9月15日から26日まで行われた仁川上陸作戦において護衛およびパトロール任務を担当した。
その後、ニューポートは気象観測艦に転換され、1951年11月まで太平洋北西部での任務に就く。続いて韓国沖で補給グループの護衛、パトロール等の様々な任務に従事し、12月29日には元山で艦砲射撃を行う。その後はフィリピン沖での活動に従事し、1952年4月30日に横須賀で退役した。
ニューポートは1953年9月30日、日米船舶貸与協定に基づき第8回貸与艦として警備隊（後の海上自衛隊）に貸与され、「かえで (PF-13)」として就役し、横須賀地方隊に編入された。同年12月1日、「つげ」、「ぶな」とともに第4船隊を新編。第4船隊は1954年3月20日、佐世保地方隊に編入、同年4月10日、第2船隊群（後の第2護衛隊群）に編入された。1957年9月1日、艦籍番号が PF-293 に変更された。1961年12月1日にアメリカ海軍から除籍、1962年8月28日に貸与から供与に変更された。1963年3月31日、第4護衛隊が廃止となり、佐世保地方隊に編入された。「かえで」は1966年3月31日、保管船（YAC-17）に区分変更され、1972年3月31日に除籍。1975年5月20日にアメリカ海軍へ返還された。